# Кари (мифология)
Ка́ри (др.-сканд. Kári) — в скандинавской мифологии великан (ётун), персонификация ветра (или воздуха, движимого ветром).

## Этимология
Kári в древнескандинавском означает «порыв ветра», «шумящий». Сходные переводы можно встретить и в других современных языках (англ. Wind, Gust, Air, Storm, нем. Windstoss, der Rauschende, der Rauscher).

## Кари в древнескандинавских источниках
В «Саге об оркнейцах» о Кари говорится следующее: 

«Жил один правитель, его звали Форньот... У Форньота было трое сыновей: Хлер (которого мы также называем Эгир), второго звали Логи, а третьего – Кари, он был отцом Фрости, у Фрости был сын Снэр Старый, который был отцом Торри. У Торри было два сына – Нор и Гор, и дочь по имени Гои.»
В одной из «Саг о древних временах», где также говорится о происхождении и потомках Кари, детали повествования немного отличаются: 

«Одного человека звали Форньот. У него было три сына: первый Хлер, второй Логи и третий Кари. Кари повелевал ветрами, Логи — огнём, а Хлер — морем. Кари был отцом Ёкуля, отца конунга Снэра, а детьми конунга Снэра были Торри, Фённ, Дрива и Мьёлль.»
В строфе 19 «Песни о Хюндле» («Старшая Эдда») есть упоминание о некоем Кари, который был рождён после Фроди, однако к великану Кари этот персонаж, по всей видимости, никакого отношения не имеет. Равно как и Кари, сын Сёльмунда, из «Саги о Ньяле». 
В «Языке поэзии», входящем в состав «Младшей Эдды», употреблены кеннинги «сын Форньота» и «брат Эгира и огня», служащие для поэтического описания ветра, однако без прямого указания на Кари. Кеннинг «сын Форньота» можно встретить и в послеэддической поэме «Предваряющая песнь», иногда включаемой в переводы «Старшей Эдды».
В исландском фольклоре (Natttröllið) Кари представлен в образе великана-призрака, похищающего женщин в холодные зимние ночи.

## Интерпретации и мнения
Значения имён многочисленных потомков Кари связаны со снегом и льдом: Ёкуль — «ледник», «сосулька», «лёд», Фрости — «мороз», Снэр — «снег», Торри — «мороз без снега», Фённ — «сугроб», Дрива — «сугроб», Мьёлль — «сухой», «свежий снег», Нор — «север», Гор — «морской снег», Гои обозначает наибольшее волнение на море, происходящее в марте. При этом он сам олицетворяет враждебный людям, холодный зимний воздух или ледяной северный ветер. В другой версии, принимая во внимание родство с Логи (огнём), Кари называется персонификацией воздуха возле пламени.
Так как порою Форньот считался тождественным прародителю всех великанов Имиру, то Кари и его братья объявлялись сыновьями последнего. Вероятно по этой же причине Кари включался в число инеистых великанов (хримтурсов). По преданию непобедимый бог грозы Тор каждую осень уступает напору Кари и теряет свой грозный молот, который на всю зиму оказывается спрятанным глубоко в земле.
Немецкий филолог и мифолог Якоб Гримм предполагал, что Кари и известный по средневековому заклинанию грозы великан Фазольт могут быть одним и тем же персонажем. По мнению его соотечественника Карла Вайнхольда сказания о Кари (и роде Форньота в целом) не занесёны в Скандинавию кельтами, а имеют прагерманские корни, самого же великана он отождествлял с другим ётуном, Бюлейстом. Фольклорист Ойген Могк, напротив, предполагал, что мифы о Кари и его потомках могли возникнуть только в северных странах, поскольку в своих именах они отражали природные явления этих краёв. Немецкий поэт и филолог Карл Зимрок прослеживал в мифологиях различных народов триады воздух-вода-огонь и проводил, таким образом, параллели от Кари (повелителя первого элемента и божества штормов) к Одину, Зевсу и тому же Бюлейсту.
Имя Кари присвоено одному из спутников Сатурна.